# Lei da Ilegalidade do Regime Comunista e dos Movimentos de Resistência

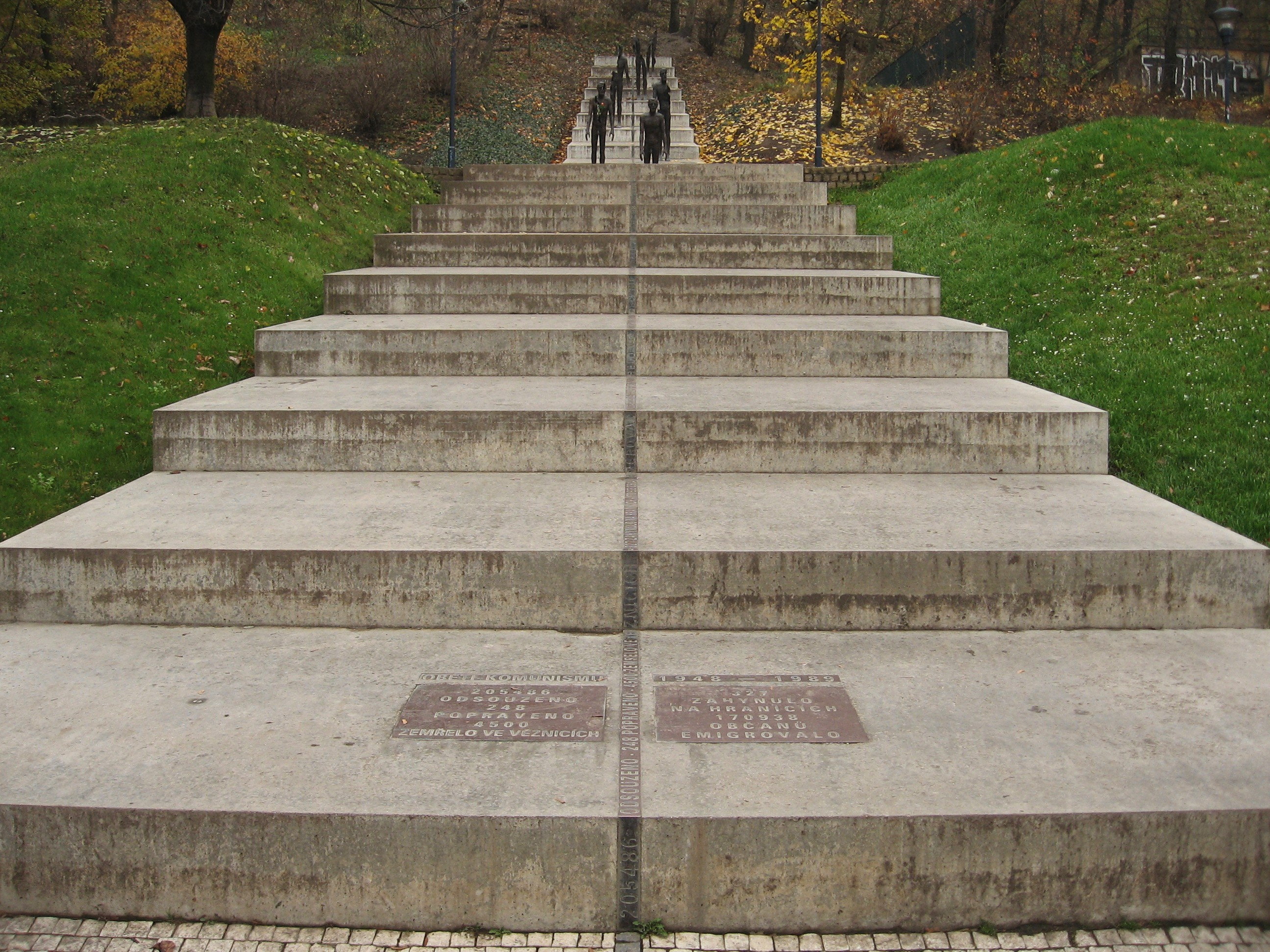
Memorial às Vítimas do Comunismo em Praga

A Lei da Ilegalidade do Regime Comunista e dos Movimentos de Resistência (em tcheco/checo:  Zákon o protiprávnosti komunistického režimu a o odporu proti němu, zákon č. 198/1993 Sb.) é uma lei aprovada em 9 de julho de 1993 pelo Parlamento da República Tcheca. Esta lei declara o regime Comunista na Tchecoslováquia (25 de fevereiro de 1948 – 17 de novembro de 1989) como ilegal e o Partido Comunista da Tchecoslováquia como uma organização criminosa. A maioria da lei é formulada como uma resolução.
A lei fez da República Tcheca o primeiro estado ex-membro do Bloco do Leste a condenar oficialmente o seu passado como regime comunista.

## O texto da Lei em português
Lei nº 198, de 9 de julho de 1993,
Da  Ilegalidade do Regime Comunista e do Movimento de Resistência
O Parlamento da República Tcheca aprova a seguinte lei:
Ciente de seu dever como um parlamento democraticamente eleito para lidar com o regime comunista, o Parlamento da República Tcheca:
declara que o Partido Comunista da Tchecoslováquia, sua liderança e os seus membros são responsáveis pela forma de governo no nosso país entre 1948 – 1989, especialmente para a destruição proposital de princípios tradicionais da civilização Europeia, pelas deliberadas violações contra os direitos humanos e a liberdades fundamentais, pela decadência moral e econômica seguidos de crimes judiciais e pelo terror perpetrado contra as pessoas de diferentes opiniões, pela substituição da economia de mercado funcional pela economia diretamente controlada, pela destruição de princípios tradicionais de direitos de propriedade, por abusos contra educação, ciência e cultura para atingir fins políticos e ideológicos, pela inconsequente destruição da natureza,
e declara que este parlamento norteará suas posteriores atividades com base na presente lei.
Artigo 1
(1) O regime comunista e aqueles que o apoiaram ativamente
a) privaram cidadãos de qualquer possibilidade de expressar livremente sua visão política, forçaram-nos a esconder suas opiniões sobre a situação no governo e na sociedade e forçou-os a expressar publicamente o concordância com questões que consideravam inverdades ou delitos graves, tudo isso praticado por meio de coação ou ameaça de perseguição contra esses e suas famílias,
b) de forma sistemática e constantemente violando os direitos humanos, em particular reprimindo específicos grupos políticos, sociais e religiosos de cidadãos,
c) violaram princípios fundamentais do estado democrático e do estado de direito, os acordos internacionais e sua própria legislação e, portanto, tendo praticamente colocado a vontade e os interesses do partido comunista e de seus representantes acima da lei,
d) utilizaram-se de instrumentos de poder contra seus cidadãos, especificamente: executando-os, assassinado-os e os mantendo em prisões ou campos de trabalho forçado; durante investigações e, no momento da prisão, usando de métodos brutais, incluindo tortura física e psíquica e submetendo-os a um sofrimento desumano,
- arbitrariamente confiscaram bens, violando seus direitos de propriedade,
- impedindo de exercer profissões ou funções e de adquirirem educação superior ou especializada,
- impedindo de deixar e voltar ao país livremente,
- convocando-os para o serviço militar em Batalhões Técnicos Auxiliares e Batalhões Técnicos por período de tempo indeterminado,
e) para atingir seus objetivos, não hesitaram em cometer crimes, garantido a impunidade desses crimes, e concedendo aos autores desses mesmos crimes e perseguições benefícios injustificáveis,
f) aliaram-se com o poder estrangeiro e, a partir 1968 mantendo esta situação, apoiaram a ocupação das forças armadas desse poder.
(2) Aqueles que apoiaram o regime comunista, como funcionários, lideranças, instigadores na esfera política e ideológica são co-responsáveis por crimes e outros fatos mencionados no artigo 1.
Artigo 2
(1) Particularmente no que diz respeito aos fatos mencionados no artigo 1º, parágrafo 1 da presente lei, o regime baseado na ideologia comunista que governava o estado e o destino de seus cidadãos na Tchecoslováquia, desde 25 de fevereiro de 1948 até 17 de novembro de 1989, foi criminoso, ilegítimo e desprezível.
(2) O Partido Comunista da Tchecoslováquia foi uma organização criminosa e desprezível, bem como outras organizações que, com base na sua ideologia, praticaram suas atividades voltados à repressão aos direitos humanos e ao sistema democrático.
Artigo 3
Os movimentos de resistência dos cidadãos contra este regime, praticados por indivíduos ou por grupos, em forma de revolta ou de outras atividades, praticado no território do estado ou no estrangeiro, mesmo que aliado com forças estrangeiras democráticas, é tido por legítimo, justo, moralmente justificável e valorosamente respeitável.
Artigo 4
Todos aqueles que foram injustamente perseguidos pelo regime comunista e não tomaram parte nas atividades mencionadas no Artigo 1º, parágrafo 1 da presente lei, merecem o nossa simpatia e homenagem.
Artigo 5
O período de 25 de fevereiro de 1948 até 29 de dezembro de 1989 não será levado em conta durante a avaliação do prazo de prescrição dos crimes, se qualquer pessoa não tiver sido condenada por motivos políticos incompatíveis com os princípios fundamentais do estado de direito e do estado democrático.
(...)
Artigo 9
Este lei entra em vigor no dia 1º de agosto de 1993.
Deputado Milan Uhde (Presidente da Câmara dos Deputados)
Václav Havel (Presidente da República)
Václav Klaus (Primeiro-Ministro)

## Questionamento da Lei perante o Tribunal Constitucional da República Tcheca
Após sua aprovação no parlamento, um grupo de deputados comunistas questionaram a constitucionalidade da lei perante o Tribunal Constitucional da República Tcheca e exigiu que a Lei fosse declarada como inconstitucional e cassada. O Tribunal Constitucional, no entanto, decidiu que a Lei não estava em desacordo com a ordem constitucional da República Tcheca e recusou-se a anula-la. De acordo com o Tribunal Constitucional, embora a Lei possua conteúdo de declaração política, diferente das demais leis, regulando direitos e deveres, trata-se de uma expressão da vontade política de caráter programático, uma vontade estabelecida em um certo tempo e com uma certa articulação de forças no parlamento, fato que não pode ser interpretado de forma incompatível com o direito de um poder. Além disso, esta não é a única lei com conteúdo de "declaração política" na legislação da República Tcheca, há outras (e. g. Lei Masaryk, Lei Štefánik e, mais tarde, passou Lei Beneš e Lei Havel).